# Peter Schickele
Johann Peter Schickele (ur. 17 lipca 1935 w Ames w stanie Iowa, zm. 16 stycznia 2024 w Bearsville, hrabstwo Ulster) – amerykański kompozytor.

## Życiorys
W latach 1950–1957 uczył się w Swarthmore College, gdzie uzyskał stopień Bachelor of Arts. Następnie studiował w Juilliard School of Music w Nowym Jorku u Vincenta Persichettiego i Williama Bergsmy, w 1960 roku uzyskując stopień Master of Arts. Ponadto pobierał lekcje muzyki u Roya Harrisa w Pittsburghu i Dariusa Milhauda w Aspen. Wykładał w Swarthmore College i Juilliard School of Music. W 1967 roku założył trio rockowo-jazzowe Open Window.
Organizował popularne koncerty, na których występował jako dyrygent i solista, a także wygłaszał komentarze. Pisał muzykę na potrzeby kina i telewizji, tworzył songi do musicali, przygotowywał też aranżacje dla znanych piosenkarzy. Prowadził cykl autorskich audycji radiowych Schickele Mix, w trakcie których zapoznawał słuchaczy z muzyką rozmaitych rodzajów i gatunków. Czterokrotnie zdobył nagrodę Grammy. W 1995 roku otrzymał tytuł doktora honoris causa North Dakota State University.

## Twórczość
Twórczość Schickelego ma mocno eklektyczny charakter, łączy wpływy takich twórców jak Igor Strawinski z elementami rocka, jazzu i stylistyką typową dla postmodernizmu. Pod własnym nazwiskiem publikował ambitniejsze, niemal ściśle tonalne utwory takie jak Requiem Mantras na grupę rockową i orkiestrę (1972), Scenes from Breughel na zespół instrumentów renesansowych, 4 performerów i orkiestrę (1986), Symfonia „Songlines” (1986), Koncert na obój (1994), Koncert na fagot (1998), 5 kwartetów smyczkowych, liczne utwory chóralne.
Szczególną sławę przyniosła mu wymyślona postać fikcyjnego kompozytora P.D.Q. Bacha, ostatniego i najostateczniejszego z synów J.S. Bacha, pod którym to pseudonimem tworzył liczne humorystyczne utwory, a także opublikował książkę The Definitive Biography of P.D.Q. Bach (1807–1742)?. Sygnowane nazwiskiem P.D.Q. Bach utwory mają charakter muzycznych żartów, finezyjnych parodii i pastiszów zbudowanych na zasadzie groteskowego i absurdalnego piętrzenia kontrastów stylistycznych. Wśród „dzieł” P.D.Q. Bacha znajdują się takie utwory jak The Civilian Barber, Concerto for Piano vs. Orchestra, Iphigenia in Brooklyn, The Seasonings, Pervertimento for Bagpipes, Bicycles & Balloons, No-No Nonette, Schleptet, Fuga Meshuga, Missa Hilarious, Sanka Cantata, Fantasie-Shtick, a także opera The Abduction of Figaro (wyst. Minneapolis 1984). W kompozycjach tych stosowane jest niekonwencjonalne instrumentarium, w tym wymyślone pseudoinstrumenty takie jak podwójnostroikowy pulpit nutowy i specjalne rodzaje głosu jak tenor jarmarczny.